# Região Geográfica Imediata de Três de Maio
A Região Geográfica Imediata de Três de Maio é uma das 43 regiões imediatas do estado brasileiro do Rio Grande do Sul, uma das 7 regiões imediatas que compõem a Região Geográfica Intermediária de Ijuí e uma das 509 regiões imediatas no Brasil, criadas pelo IBGE em 2017. É composta por 8 municípios, a saber: Alegria, Boa Vista do Buricá, Doutor Maurício Cardoso, Horizontina, Independência, Nova Candelária, São José do Inhacorá e Três de Maio.